# Бі (Небраска)
Бі (англ. Bee) — селище (англ. village) в США, в окрузі Сюорд штату Небраска. Населення — 171 особа (2020).

## Географія
Бі розташоване за координатами 41°0′23″ пн. ш. 97°3′30″ зх. д. / 41.00639° пн. ш. 97.05833° зх. д. (41.006410, -97.058268).  За даними Бюро перепису населення США в 2010 році селище мало площу 0,65 км², уся площа — суходіл.

## Демографія
Згідно з переписом 2010 року, у селищі мешкала 191 особа в 78 домогосподарствах у складі 53 родин. Густота населення становила 295 осіб/км².  Було 91 помешкання (141/км²).
Расовий склад населення:
| - 100,0 % — білих |

До двох чи більше рас належало 0,0 %. Частка іспаномовних становила 3,1 % від усіх жителів.
За віковим діапазоном населення розподілялося таким чином: 23,0 % — особи молодші 18 років, 61,8 % — особи у віці 18—64 років, 15,2 % — особи у віці 65 років та старші. Медіана віку мешканця становила 42,8 року. На 100 осіб жіночої статі у селищі припадало 109,9 чоловіків;  на 100 жінок у віці від 18 років та старших — 90,9 чоловіків також старших 18 років.
Середній дохід на одне домашнє господарство  становив 40 783 долари США (медіана — 30 938), а середній дохід на одну сім'ю — 53 996 доларів (медіана — 51 250). За межею бідності перебувало 10,3 % осіб, у тому числі 17,5 % дітей у віці до 18 років та 11,1 % осіб у віці 65 років та старших.
Цивільне працевлаштоване населення становило 116 осіб. Основні галузі зайнятості: публічна адміністрація — 32,8 %, виробництво — 18,1 %, транспорт — 12,1 %, освіта, охорона здоров'я та соціальна допомога — 9,5 %.